# 廣瀬裕一郎
廣瀬 裕一郎（ひろせ ゆういちろう、1984年2月6日 - ）は、日本の俳優。福岡県出身。JFCT所属。妻はタレントの河嶋まいこ。

## 出演作品

### 映画
- 禅 ZEN（2008年、角川映画）
- 愛のむきだし（2009年、ファントム・フィルム）
- 抜け忍（2009年） - 熊密 役
- ヒーローショー（2010年、角川映画）
- SPACE BATTLESHIP ヤマト（2010年、東宝） - 瀬川 役
- 犬とあなたの物語 いぬのえいが（2011年、アスミック・エース）
- 神様のカルテ（東宝）
  - 神様のカルテ（2011年）
  - 神様のカルテ2（2014年）
- 鉄拳 ブラッド・ベンジェンス（2009年、アスミック・エース） - モーションキャプチャ
- いま、殺りにゆきます（2012年、太秦）
- 図書館戦争（2013年、東宝）
- work shop（2013年、ノース・シーケイワイ）
- 黒い殺意（2013年、エプコット）
- 永遠の0（2013年、東宝）
- 劇場版 東京伝説 歪んだ異形都市（2014年、アットエンタテイメント）
- アンフェア the end（2015年、東宝）
- 俳優 亀岡拓次（2016年、日活）
- シュウカツ（2016年、ノースシーケーワイ）
- 「超」怖い話2（2017年、キネカ大森） - 博樹 役
- 内定代行（2025年、ノースシーケーワイ）[3]

### テレビドラマ
- 就活のムスメ（2009年、テレビ朝日）
- 救命病棟24時 第4シリーズ 第7話（2009年、フジテレビ）
- ママはニューハーフ（2009年、テレビ東京）
- 連続ドラマW（WOWOW）
  - パンドラII 飢餓列島（2010年）
  - 鍵のない夢を見る 第1話（2013年）
  - 血の轍（2014年） - 西村 役
  - 死の臓器 第1話（2015年）
- 太宰治短編小説集 駈込み訴え（2010年、NHK BS2）
- 推理の館（2011年、フジテレビ）
- 早海さんと呼ばれる日スペシャル 前編（2012年、フジテレビ）
- ビギナーズ! 第4・5話（2012年、TBS）
- とんび 第10話（2013年、TBS）
- 熱血 硬派くにおくん（2013年、NOTTV）
- 金曜プレステージ 検事・霞夕子 第5作（2013年、フジテレビ）
- 隠蔽捜査 第10話（2014年、TBS）
- SMOKING GUN〜決定的証拠〜 第5話（2014年、フジテレビ）
- 東京にオリンピックを呼んだ男（2014年、フジテレビ） - 浜口喜博 役
- きょうは会社休みます。 第3話（2014年、日本テレビ）
- デスノート 第6・7話（2015年、日本テレビ） - 三堂芯吾 役
- 世界はひばりを待っている（2016年、NHK BSプレミアム）
- フラジャイル 第6話（2016年、フジテレビ）
- 相棒15 第16話（2017年、テレビ朝日） - 宮島和生 役
- 春の新作ミステリー 更生補導員･深津さくら 殺人者の来訪 〜告解者〜（2017年、テレビ東京） - 山内裕貴 役
- 今夜もLL♡ エピソード1 （2017年、TOKYO MX）
- 痛快TV スカッとジャパン 第91話（2017年、フジテレビ）

### テレビアニメ
- Infini-T Force （2017年 日本テレビ）南 城二 / テッカマンのモーションアクター

### 舞台
- ジプシー 〜千の輪の切り株の上の物語〜（2002年）
- 夢より遠い場所（2003年）
- SEVEN（2004年）
- バンク・バン・レッスン（2004年）
- 夢より遠い場所（2004年）
- アダルトチルドレン（2005年）
- PRISM HACHI（2005年）
- 名作劇場（2005年）
- ら抜きの殺意（2005年）
- ジプシー 〜千の輪の切り株の上の物語〜（2006年）
- 満月の夜は騒がしい（2006年）
- 此処に幸あり!?（2006年）
- 松ぼっくり（2008年）
- グズたま（2009年）
- 壬生義士伝 残照 ZANSHOW（2010年）
- 茶柱日和第5回公演 ラブ☆ガチャVol.6 〜ラブ+ガチャガチャ〜（2013年）
- 茶柱日和 ラブ☆ガチャ2 〜新ラブ+ガチャガチャ〜（2015年）

### CM
- 日本宝くじ協会（2006年）
- アビバ（2010年）
- タカラトミー ナーフ（2010 - 2012年） - ナーフマスター・ユウ 役
- 日本コカ・コーラ ジョージア（2012年）
- 家庭教師のトライ 大人の家庭教師トライ（2013年）
- スズキ自動車 登場篇（2013年） - ナレーション
- ソニー・インタラクティブエンタテインメント ファイナルファンタジーXIV（2013年）
- EPSON スマホ・タブレットでビジネス（2013年 - 2014年）
- PayPal ろくろを回す男（2013年 - 2014年）
- JT 想いを届ける、ひとのそばに篇（2014年 - 2015年）
- 住宅金融支援機構 フラット35 結婚&マイホーム篇（2014年）
- 家庭教師のトライ 大人の家庭教師トライ（2015年）
- 花王 キュキュット 濃密泡篇（2015年）
- 日本コカ・コーラ ジョージア ヨーロピアン（2015年 - 2016年）
- 佐鳴予備校 さなる式タブレットスタート! 男子編（2015年 - 2016年）
- 宝くじ ドリームジャンボ（2015年）
- ハウス食品 バーモントカレー（2016年）
- IDOM ガリバートレード（2017年）

### Web
- テレパック × JFCTコラボ作品 どんなにひとりきりでも　あなたのしあわせ願う　（ビタースイーツ味）（2017年、YouTube） - 守 役